# Chris Harms
Chris Harms (* 22. ledna 1980 Hamburk), vlastním jménem Christian Simon Krogmann, je německý zpěvák, moderátor a frontman dark rockové a dark metalové skupiny Lord of the Lost.

## Hudební kariéra
Láska k hudebním nástrojům, konkrétně k violoncellu začala už ve třech letech, kdy s rodiči navštívil orchestrální koncert. Od pěti let se Harms začal učit na violoncello na vlastní žádost. Hudebník popsal počáteční jiskru hudebnímu magazínu:
„Koncem roku 1982, o Vánocích, nedlouho před mými třetími narozeninami, mě rodiče vzali se sestrou Ninou, která byla o šest let starší než já, na vánoční koncert klasického smyčcového kvarteta v tzv. Schafstall. ve Wörme u Hamburku. Seděl jsem tam matce na klíně, [...] přímo před violoncellistou. Tento nástroj na mě udělal tak obrovský dojem, že od té doby jsem otravoval své rodiče, protože jsem opravdu chtěl mít taky takovou hračku.“
– Chris Harms

V následujících letech se s tímto nástrojem účastnil soutěží jako Jugend musiziert  a podle vlastních výpovědí si hudbou vydělal první peníze:
"Malý chlapec s violoncellem, který byl na svůj věk neobvykle pokročilý ve hře na nástroj, si o Vánocích v nákupní pasáži snadno vydělal 150 marek za pár hodin."
– Chris Harms
Zdroj hudební inspirace, který je důležitý dodnes, našel Harms mezi jedenáctým a dvanáctým rokem, kdy mu spolužák daroval album Joyride od Roxette. Harms se dodnes považuje za velkého fanouška tvorby kapely. Svou současnou preferenci make-upu a laku na nehty v rámci svého pódiového vystupování podle vlastních vyjádření rozvinul také prostřednictvím stylingu skladatele, kytaristy a spoluzpěváka Roxette - Pera Gessleho. Později přišla jako další hudební vzor americká zpěvačka Lady Gaga. Nyní vydal své první sólové album s názvem ,,1980´´, které obsahuje prvky z 80. let.

## Působení v kapelách
První kapelu s názvem Philiae založil v roce 1999 a měl ji do roku 2004. Od roku 2006 působil v kapele Unterart. Mezitím také působil v kapelách The Pleasures nebo Harms & Kappelle, kterou má do dneška. V Roce 2007 vymyslel projekt s názvem Lord, který později přejmenoval na Lord Of The Lost, aby se název nezaměňoval s názvy skupin Lordi nebo The Lords. Po pozitivním hodnocení projektu, se do nové skupiny začali scházet hudebníci z Hamburku a okolí.
- Chris Harms at Amphi festival 20191999 - 2004 - Philliae
- 2006 - ? - Unterart

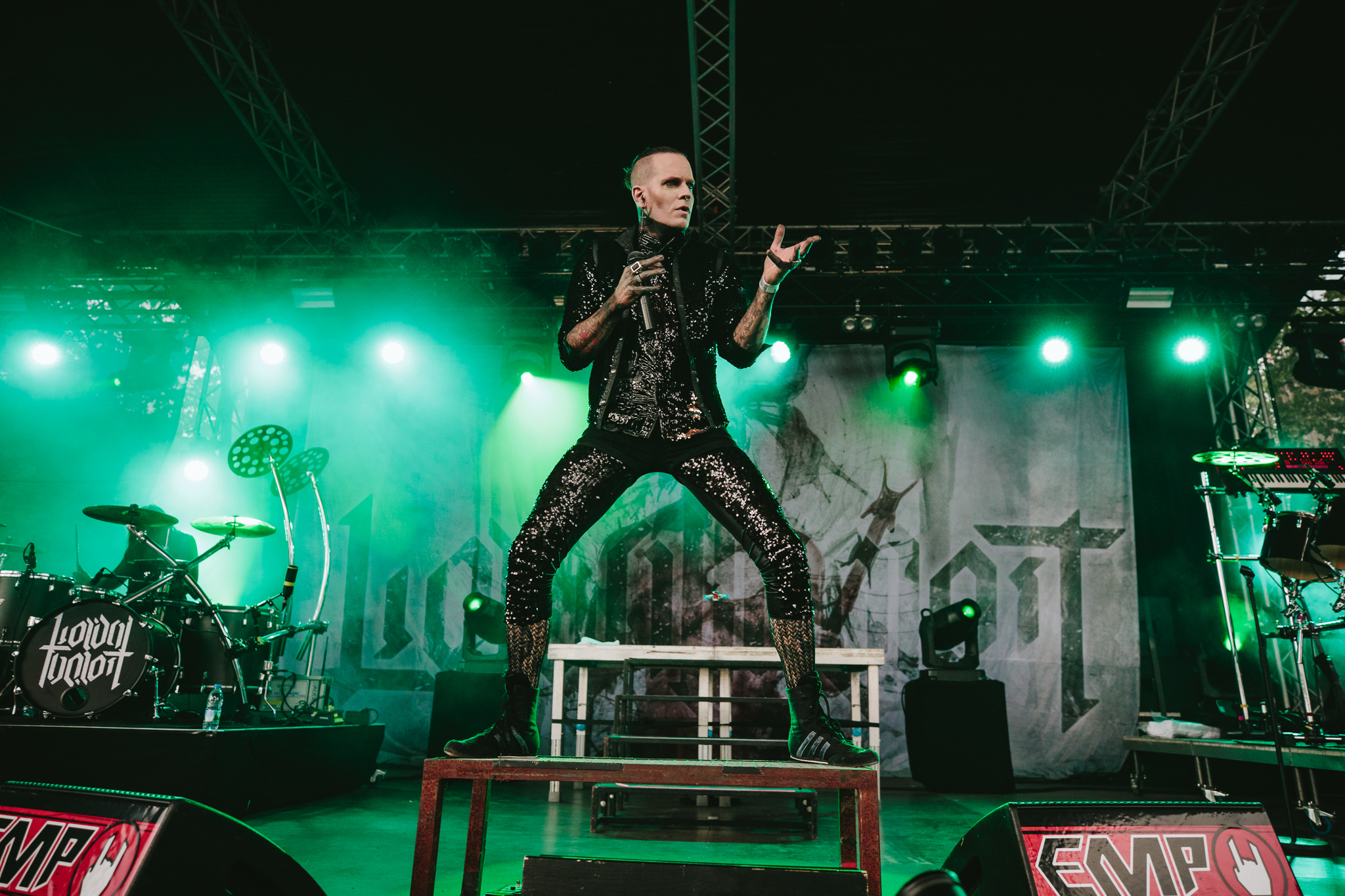
Chris Harms at Amphi festival 2019

- 2007 - současnost - Lord Of The Lost
- 2012 - ? - Harms & Kapelle
- 2020 - 2021 - Die Kreatur

## Diskografie

### Philiae (1999-2004)
- 2000: Demolition Christ (EP)[1] (EP)
- 2003: Scapegod (Album)
- 2004: ScapegodVision (DVD)

### Vagueness (2003-?)
- 2004: Masquerade (Album)[2] (Album)
- 2005: Polaroid Pictures (EP)[3] (EP)

### The Pleasures (2004-2009)
- 2005: Cuming Out (EP)
- 2006: Greatest Hits (Album)
- 2007: Some Like It Rock (Singl)
- 2008: Oh Yeah (Dvojité album)
- 2009: Oh Yeah Revolution (Album)

### UnterART (2006-?)
- 2006: Noise & Grace (Album)
- 2008: Memento (Album)

### Lord of the Lost
- Dry the Rain (2009)
- Fears (2010)
- Sex on Legs (2011)
- Antagony (2011)
- Beside & Beyond (2012)
- Die Tomorrow (2012)
- Die Tomorrow - Bonus Works (2012)
- See You Soon vč. "Von Anfang an" (s Holly Loose z Letzte Instanz) (2013)
- We Give Our Hearts – Live Auf St. Pauli (2013)
- Afterlife (2014)
- La Bomba (2014)
- From the Flame Into the Fire (2014)
- Six Feet Underground (2014)
- MMXIV (2014)
- Swan Songs (2015)
- Full Metal Whore (2015)
- A Night To Remember – Live Acoustic in Hamburg (2015)
- The Love of God (2016)
- Empyrean (2016)
- Eisheilige Nacht 2016 (s Subway to Sally) (2016)
- Waiting For You To Die (2017)
- Lighthouse (2017)
- The Broken Ones (2017)
- Swan Songs II (2017)
- Ruins (2018)
- On This Rock I Will Build My Church (2018)
- Morgana (2018)
- Thornstar (2018)
- Confession - Live at Christuskirche (2018)
- Loreley (2019)
- Voodoo Doll (2019)
- Til Death Us Do Part (2019)
- A One Ton Heart (2020)
- A Splintered Mind (2020)
- Dying On The Moon (feat. Joy Frost) (2020)
- Swan Songs III (2020)
- Opus X - Live in Hamburg (2020)
- The Death of All Colours (2021)
- Priest (2021)
- For They Know Not What They Do (2021)
- Judas (2021)
- Not My Enemy (2022)
- The Heartbeat of the Devil (2022)
- Blood & Glitter (Singl) (2022)
- Blood & Glitter (2022)
- Leave Your Hate in the Comments (2023)
- Absolute Attitude (2023)
- Blood & Glitter (Faderhead Remix) (2023)
- Cha Cha Cha (Käärijä Cover) (2023)
- Shock to the System (2023)
- (I Just) Died in Your Arms (feat. Anica Russo) (2023)
- Unstoppable (2023)
- Weapons Of Mass Seduction (2023)
- Drag Me to Hell (Live at W.O.A) (Singl) (2024)
- Ruins (Live at W.O.A) (Singl) (2024)
- Blood & Glitter (Live at W.O.A) (Singl) (2024)
- Live in Wacken (2024)
- My Sanctuary (Singl) (2025)
- I Will Die In It (Singl) (2025)
- Ghosts (feat. Tina Guo) (Singl) (2025)
- Light Can Only Shine In The Darkness (feat. Within Temptation) (Singl) (2025)
- Bazaar Bizarre (Singl) (2025)
- OPVS NOIR Vol. 1 (2025)
- OPVS NOIR Vol. 2 (2025)
- OPVS NOIR Vol. 3 (2026)

### Harms & Kapelle (2012-?)
- Nach Uns Die Sinn Flut (Singl) (2014)
- Meilenstein (2014)

### Die Kreatur (2020-2021)
- Die Kreatur (Singl) (2020)
- Kälter Als Der Tod (Singl) (2020)
- Untergang (Singl) (2020)
- Panoptikum (2020)

### Alba
- 1980 (2025)

### Skladby
- I Love You (poprvé vydáno jako singl v roce 2024)
- She Called Me Diaval (poprvé vydáno jako singl v roce 2025)
- Somewhere Between Heaven And Armageddon
- Missed Call
- Madonna Of The Night (feat. Solar Fake) (poprvé vydáno jako singl v roce 2025)
- Lunamor
- Parallax
- Past Pain
- The Grey Machines (feat. VNV Nation)
- Vagueness Of Faith
- May This Be Your Last Battlefield

### Vystoupení hostů
- 2007: Cello on A Dog Called Ego na albu Living Seriously Damages Health[4]
- 2011: Cello on A Dog Called Ego na albu Happy Happy Apocalypse[5]
- 2011 (28. října): Hostující zpěvák s Latexxx Teens v písni Temple of Love na EP Adrenochrom Redux (vydáno jako singl 9. září 2011)
- 2012 (17. ledna): Hostující klávesy, smyčce, kytara a varhany s Ciwan Haco v pisni Maçek, Emina, Çavên Te, Eman Dilo and Bûkê na albu Veger
- 2012 (20. dubna): Hostující remix s Unzucht v pisni Deine Zeit Läuft Ab (St. Pauli-Sinfoniker-Mix) na maxi-single Deine Zeit Läuft Ab (Lord of the Lost)
- 2012 (8. červen): Hostující doprovodný zpěv, varhany a piano s Leavin' Soho v pisni Until The End, Rebellion of the Kids (feat. Thilo Weging) and Stay Away na albu Suited
- 2012 (21. září): Hostující bubny a kytary s Unzucht na všech písních na albu Todsünde 8
- 2012 (30. listopad): Hostující remix s Rabia Sorda v pisni Eye M The Blacksheep (Lord Of The Lost Remix By Chris Harms & Corvin Bahn) na maxi-single Eye M The Blacksheep (Lord of the Lost)
- 2012 (14. prosince): Hostující zpěvák s Subway to Sally v pisni Eisblumen na albu XX Eisheilige Nacht (Lord of the Lost)
- 2013 (18. ledna): Hostující zpěvák pro A Life Divided v písni Perfect Day na albu The Great Escape
- 2014 (28. února): Hostující zpěvák s Blutengelem v písni Krieger (Lord of the Lost Version) na bonusovém singlu v krabici alba Black Symphonies (An Orchestral Journey)
- 2015 (13. října): Hostující zpěvák s Meinhard v písni This Misery na albu Alchemusic II – Coagula
- 2016 (22. ledna): Hostující zpěvák pro Rocksin v písni Devil or Angel na albu Three (vydáno jako singl 30. listopadu 2015)
- 2016 (2. září): Hostující zpěvák s Unzucht v písni Ein Wort fliegt wie ein Stein na luxusní edici alba Neuntöter
- 2017 (13. ledna): Hostující zpěvák s Joachimem Wittem a Tilo Wolff pro Mono Inc. v písni Children of the Dark na albu Together Till the End (vydáno jako singl 25. listopadu 2016)
- 2017 (27. ledna): Violoncello s 5th Avenue v písni Mrs. Silný (Singl)
- 2017 (18. srpna): Hostující zpěvák s KMFDM v písních Total State Machine a Glam, Glitz, Guts & Gore na albu Hell Yeah
- 2017 (13. října): Hostující zpěvák s Nachtblut v pisni Wat is' denn los mit dir (Kollegah & Majoe cover)  na albu Apostasie
- 2018 (23. března): Hostující zpěvák s Joachim Witt v písni 1000 Seelen na albu Rübezahl
- 2018 (31. srpna): Hostující zpěvačka Scarlet Dorn ve skladbě I Love the Way You Say My Name na albu Lack of Light[6]
- 2019 (18. ledna): Hostující zpěvák pro Oomph! v písni Europa na albu Ritual[7]
- 2019 (8. března): Hostující zpěvák s Subway to Sally v písni Island na albu Hey
- 2019 (5. července): Hostující zpěvák s Lolita KompleX v písni We’re All Dead na albu Escapism
- 2019 (25. října): Hostující zpěvák s Vogelfrey v písni Magst du Mittelalter? na albu Nachtwache[8]
- 2020 (24. ledna): Hostující zpěvák pro Pyogenesis v písni Modern Prometheus na albu A Silent Soul Screams Loud (vydáno jako singl 9. ledna 2020)
- 2020 (20. března): Hostující zpěvák pro Heaven Shall Burn v písni The Sorrows of Victory na albu Of Truth and Sacrifice[9]
- 2020 (11. září) Hostující zpěvák s Swiss & Die Andern v pisni Schwarz Tot Gold (Lord of the Lost)
- 2020 (2. října): Hostující zpěvák pro Nachtblut v písni Schmerz & Leid na albu Vanitas[10]
- 2021 (26. února): Hostující zpěvák s Nino de Angelo v písni Der Panther na albu Gesegnet und verflucht[11]
- 2021 (19. března): Hostující zpěvák s Faderhead v písni Better (singl)[12]
- 2021 (18. června): Hostující zpěvák se Subway to Sally v písních Drag Me to Hell a Island na živém albu Eisheilige Nacht: Back to Lindenpark[13]
- 2021 (16. července): Hostující zpěvák s Powerwolf v písni Kiss of the Cobra King na albu Missa Cantorem (bonusové CD k albu Call of the Wild)[14]
- 2021 (20. srpna): Hostující zpěvák jako The Lost Lord pro Warkings v písni Spartacus na albu Revolution (vydáno jako singl 21. července 2021)[15]
- 2021 (6. prosince): Hostující zpěvák pro Swiss & Die Andern s Ferris MC v písni Advent Advent ein Nazi brennt (feat. ZSK, Shocky, Diggen, Tamas & Swiss) (Lord of the Lost) (vydáno jako singl 3. prosince 2021)[16] a pro Swiss und die Andern v písni Advent Advent ein Nazi brennt (Punk-Remix) na EP Missglückte Weihnachts EP
- 2022 (10. února): Violoncello s Eros Atomus v písni Alive (singl)[17]
- 2022 (25. února): Hostující zpěvák s Joachimem Wittem v písni In Einsamkeit na albu Rübezahls Reise
- 2022 (18. března): Hostující zpěvák pro Sündenrausch v písni Mortals na albu Original Sin
- 2022 (1. dubna): Hostující zpěvák s Augerem v písni Holding On na albu Nighthawks (vydáno jako singl 25. února 2022)[18][19]
- 2022 (22. dubna): Hostující vypravěč pro Die Apokalyptischen Reiter v písni Blau na albu Wilde Kinder
- 2022 (27. května): Hostující zpěvák s Reliquiae v písni Die Sonne scheint (Streichquartett Version) na albu gestrichen (vydáno jako singl 29. dubna 2022)[20]
- 2022 (17. června): Hostující zpěvák s Ferrisem v písni Anger Management na albu Alle hassen Ferris[21]
- 2022 (24. června): Hostující zpěvák s Dawn of Destiny v písni Childhood na albu Of Silence[22]
- 2022 (24. června): Hostující zpěvák skupiny Psycholies v písni Take Me Back na albu Perfect Puppet[23]
- 2022 (22. července): Hostující zpěvák s Massenem v písni When Everything Fades na EP Chaos Leading to Harmony[24]
- 2022 (6. září): Hostující zpěvák skupiny Meteora v písni Danse Macabre na albu ...of Shades and Colours (vydáno jako singl 10. června 2022)[25]
- 2022 (26. srpna): Hostující zpěvák pro Flint Gun v písni Synthetic World (single)[26]
- 2022 (23. září): Hostující zpěvák s Chemical Sweet Kid v písni I Hate Myself the Most (single)[27]
- 2022 (25. listopadu): Hostující zpěvák s Corlyx v písni „Never Love“ na albu „Blood in the Disco“ (vydáno jako singl 5. října 2022) [28]
- Hostující zpěvák z roku 2022 s Lutem v písni Fallen na EP III (vydáno jako singl 19. srpna 2022)[29]
- 2022 (22. prosince) Doprovodné vokály ve všech skladbách s Imperium of Vanity na albu Countdown
- 2023 (13. únor): Hostující zpěvák s Mad Gallica v pisni Souls on Fire (Duet Version) (feat. Chris Harms / Lord of the Lost)
- 2023 (19. pochod): Hostující zpěvák s Status of the Dark v pisni United (Lord of the Lost)
- 2023 (7. dubna): Hostující zpěvák s Powerwolf v písni We Are the Wild na albu Communio Lupatum II (bonusové CD k albu Interludium) (Lord of the Lost)
- 2023 (19. května): Hostující zpěvák s Arogyou v písni Queen of the Damned na albu SuperNatural
- 2023 (19. května): Hostující zpěvák s Swiss and the Others v písni So bereuen na albu Erstmal zu Penny
- 2023 (1. červen): Hostující zpěvák s Raisers v pisni Algo Hicimos Mal (feat. Chris Harms (Lord of the Lost)) na albu Trauma
- 2023 (12. srpna): Hostující zpěvák s Lucií & Amrei v písni Ghosts[30]
- 2023 (1. prosince: Hostující zpěvák s Wisborg v pisni Im freien Fall na albu Wisborg
- 2023 (8. prosince): Hostující zpěvák s Rain Diary v pisni You & I
- 2023 (15. prosince: Hostující zpěvák s Joachim Witt v pisni Elektrosexuell na albu Der Fels in der Brandung (Special Edition)
- 2024 (19. dubna): Hostující zpěvák s Synapsyche v pisni The Last Dying Flame na albu Anti
- 2024 (3. květen): Hostující zpěvák s Feuerschwanz v písni Memento Mori (anglická verze) na albu Warriors (Lord of the Lost)
- 2024 (28. červen): Hostující zpěvák s Turmion Kätilöt v pisni Schlachter na albu Reset (Datum vydání: 25. října 2024)
- 2024 (19. července): Hostující zpěvák s Julien-K v pisni Stronger Without You - Alt Universe (Remix)
- 2024 (26. července): Hostující zpěvák s Beastö Blancö v pisni Unreal na albu Kinetica
- 2024 (16. srpna): Hostující zpěvák s Swiss + Die Andern v pisni Orphan na albu 10 Jahre Swiss + Die Andern: Best Of Album
- 2024 (12. listopad) Hostující zpěvák s Feuerschwanz v pisni Lords of Fyre na albu Knightclub (Datum vydání: 22. srpna 2025)
- 2024 (20. listopad) Hostující zpěvák s Dämmerland v pisni Dämmerland and Licht und Schatten na albu Dämmerland (Lord of the Lost)
- 2024 (10. prosince): Hostující zpěvák Savage Lands v pisni Out of Breath (feat. Chloe Trujillo) na albu Army of the Trees (Datum vydání: 14. únor 2025)
- 2024 (12. prosince): Hostující zpěvák Diamond Black v písni In Venom[31]
- 2025 (17. ledna) Hostujici zpěvák Lina Bó v pisni Liebe für alle, Hass für keinen
- 2025 (21. únor): Hostující zpěvák Nachtblut v pisni Prima Nocta na albu Todschick (CD2: Die Glorreichen Sieben)
- 2025 (14. pochod): Doprovodné hostující vokály Eisbrecher vs pisni Zeitgeist (feat. Joachim Witt) na albu Kaltfront°!
- 2025 (16. května) Hostující zpěvák Saltatio Mortis v pisni Spielmannsschwur (United) (feat. Lord of the Lost, Beyond the Black, Corvus Corax, Fiddler's Green, Hämatom. Mr. Hurley & Die Pulveraffen, Schandmaul, Subway to Sally, Tabernis, Tanzwut & Versengold) na albu Weltenwanderer – Von Träumen & Krawall (Datum vydání: 25. července 2025)